# Serrata serrata
Serrata serrata is een slakkensoort uit de familie van de Marginellidae. De wetenschappelijke naam van de soort is voor het eerst geldig gepubliceerd in 1849 door Gaskoin.